# Las Rozas de Valdearroyo
Las Rozas de Valdearroyo is een gemeente in de Spaanse provincie en regio Cantabrië met een oppervlakte van 57,40 km². Las Rozas de Valdearroyo telt 275 inwoners (1 januari 2016).

## Demografische ontwikkeling
Bron: INE, 1877-2011: volkstellingen
Opm.: tot 1877 behoorde Las Rozas de Valdearroyo tot de gemeente Campoo de Yuso